# Parques del Triunfo
Parques del Triunfo es una localidad del estado mexicano de Jalisco. Es parte del municipio de El Salto.

## Demografía
| Censo | Población |
| ----- | --------- |
| 2020  | 3 103     |